# Léo Taxil

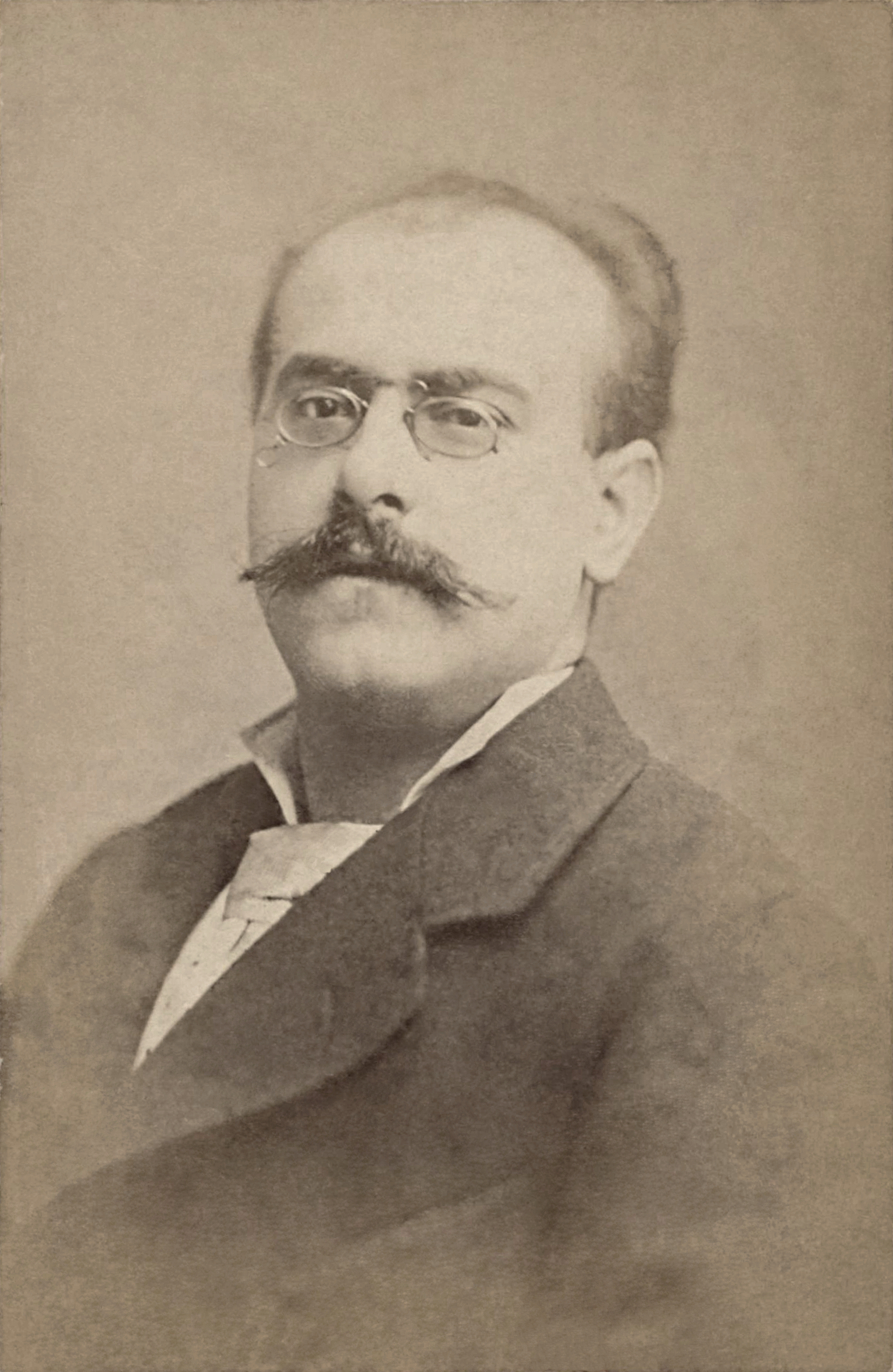
Leo Taxil

Marie Joseph Gabriel Antoine Jogand-Pagès (Marsella, 21 de marzo de 1854-Sceaux, 31 de marzo de 1907), conocido como Leo Taxil, fue un escritor masón francés, instigador de lo que se conoció como la «Broma de Taxil» en la que embaucó económicamente al papa León XIII y a varios obispos de Francia. En dicho episodio acusó a la masonería de satanismo y de adoración a un ídolo con cabeza de macho cabrío, definido como Baphomet, acusación idéntica a la que se hizo tiempo atrás a los templarios.

## Seudónimos
Jogand-Pagès utilizó varios seudónimos:
- Léo Taxil (seudónimo colectivo: varios autores lo utilizaron).
- Dr. Bataille
- Dr. Charles Hacks (seudónimo colectivo).
- Paul de Régis: bajó ese seudónimo fue secretario-general de la Liga católica antimasónica
- Adolphe Ricoux[1]
- Samuel Paul Rosen

## Biografía
Taxil editaba un periódico, La Marotte, que llegó a prohibirse por «atentar contra las buenas costumbres». Fue condenado a ocho años de cárcel. Logró fugarse a Suiza y regresó acogiéndose a una amnistía. Se dedicó a la prensa anticlerical, y en 1881 fue recibido como masón con el grado de aprendiz. Al año siguiente fue expulsado de la logia por haber plagiado un texto. Después de este hecho se convirtió en un autor antimasónico.
En 1897, Taxil confesó que su antimasonismo era una broma, lo que resultó en un escándalo.
Taxil declaró ser el creador del "Paladión", y luego lo desmintió en una conferencia ante la Sociedad Geográfica de París el 19 de abril de 1897. Ante el asombro general de los presentes dijo: "El Paladión ya no existe. Yo lo creé y yo lo destruí [...]". Salió por la puerta trasera antes de cualquier reacción de la gente ahí reunida.[cita requerida]
El fraude de Léo Taxil se menciona en La voluntad (1902), novela de Azorín (capítulo 10), y en El cementerio de Praga, una novela de Umberto Eco. Taxil mismo aparece en esta última.

## Obras
Libros anticlericales
- 1879: À bas la calotte!.
- 1879: Les soutanes grotesques.
- 1879: La chasse aux corbeaux.
- 1879: Le fils du jésuite.

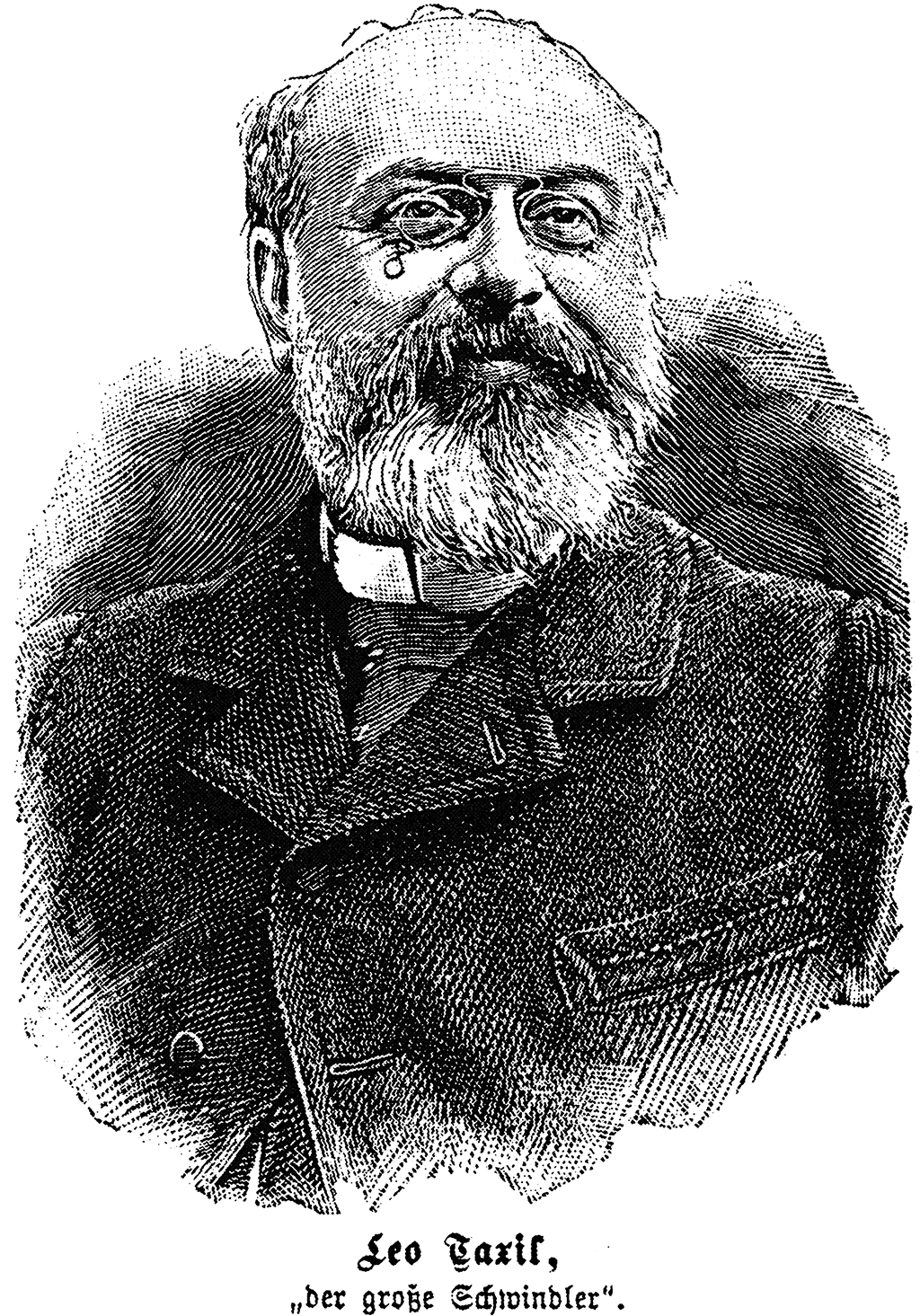
Leo Taxil

- 1880-1882: Calotte et calotins, historia ilustrada del clero y de las congregaciones.
- 1881: Les borgia.
- 1882: Les pornographes sacrés : la confession et les confesseurs.
- 1882: La Bible amusante.
- 1882: Un pape femelle.
- 1883: L’empoisonneur Léon XIII et les cinq millions du chanoine.
- 1883: La prostitution contemporaine.
- 1883: Pie IX devant l'Histoire.
- 1884: Les amours de Pie IX, Libro publicado bajo el nombre de A. Volpi pero no reconocido por Taxil.
- 1884: Les maîtresses du Pape.
- 1884: La Vie de Veuillot immaculé.

Libros antimasónicos
- Les soeurs maçonnes
- Les Frères trois points.
- L’Antéchrist ou l’origine de la franc-maçonnerie.
- Le chute du Grand Architecte.
- Les assassinats maçonniques.
- 1886: Les mystères de la franc-maçonnerie.
- 1886: Le Vatican et les francs-maçons.
- 1887: La franc-maçonnerie dévoilée.
- 1887: Confession d'un ex-libre penseur.
- 1887: Histoire anecdotique de la Troisième République.
- 1888: La France maçonnique.
- 1888: La ménagerie républicaine.
- 1891: la corruption fin de siècle.
- 1895: Le diable au XIXè siècle.